# Hüseyin Çağlayan
Hussein Chalayan (turk Hüseyin Çağlayan), född 1970 i Nicosia, Cypern, är en turkcypriotisk modeklädskapare känd bland annat för sin flygplansdräkt som är gjord i glasfiber.